# Brezno mesto
Brezno mesto – przystanek kolejowy znajdujący się w mieście Brezno, w kraju bańskobystrzyckim, na linii kolejowej 172 Banská Bystrica – Červená Skala, na Słowacji.